# 路文範
路文范（？—？），字静因，南直隶常州府宜興縣人。

## 生平
天啓四年（1624年）甲子科应天乡试举人，崇祯元年（1628年）戊辰科進士，与子路進两榜同登，授户部主事，榷江西九江钞关。

## 家族
父路雲龍，万历五年进士，官江西参政。子路進。